# Yellow Submarine (película)
Yellow Submarine es una película animada de 1968 basada en la canción homónima de The Beatles. Fue dirigida por el animador canadiense George Dunning, y producida por United Artists y King Features Syndicate. Los mismos Beatles aparecen tan solo casi al final de la película, con los Beatles animados doblados con otros actores. En España la película fue estrenada en todos los cines el 22 de diciembre de 1969 en versión original subtitulada, y fue reestrenada el 19 de noviembre de 1999 en los cines. También fue emitida por la televisión (en versión original subtitulada), y fue distribuida en VHS y en DVD. Italia y Alemania fueron los únicos países que han hecho un doblaje de esta película.

## Trama
Pepperland es un alegre paraíso musical bajo el mar, protegida por la Sgt. Pepper's Lonely Hearts Club Band, el cual cae bajo un ataque sorpresivo de los Blue Meanies (Malines Azules o «Malditos Azules»), quienes odian la música. Su ataque consiste en encerrar a la banda en una burbuja, paralizar a los ciudadanos y convertirlo todo en color azul. (La palabra inglesa «Blue», significa al mismo tiempo «azul» y «triste») «los malvados azules/tristes».
El anciano alcalde de Pepperland envía al Joven Fred en un abandonado submarino amarillo para buscar ayuda. Fred llega a Liverpool, donde sigue al deprimido y cabizbajo Ringo y lo persuade para que lo ayude. Ringo procede a reunir a sus amigos John, George, y finalmente Paul. Los cinco viajeros parten a Pepperland en el submarino amarillo, pasando a través de diferentes mares:
- Mar Británico - donde cantan «All Together Now».
- Mar del Tiempo - donde el tiempo retrocede y avanza al ritmo de la canción «When I'm Sixty-Four».
- Mar de la Ciencia - donde cantan «Only a Northern Song».
- Mar de los Monstruos - donde el temible monstruo «aspiradora» aspira todo su entorno y a él mismo.
- Mar de la Nada - donde obtienen ayuda de un «hombre de ningún lugar», el «Doctor en Filosofía» Jeremy Hilary Boob, y cantan la canción «Nowhere Man». Ringo se compadece de él y lo lleva al submarino.
- Faldas de los Encabezados (o Mar de las Cabezas) - donde se separan del submarino y John canta «Lucy in the Sky with Diamonds».
- Mar de Agujeros - donde Jeremy es capturado por uno de los Blue Meanies. Después Ringo salta en un agujero verde (el cual se vuelve el Mar Verde), finalmente llegan a Pepperland.

Reunidos con el Viejo Fred y el submarino, imitan a la Sgt. Pepper's Lonely Hearts Club Band y «alzan al país en rebelión», Jeremy es rescatado y todo florece y se vuelve colorido. Pepperland se restablece. Los Meanies son obligados a rendirse, John ofrece su amistad, a la que el Jefe Blue Meanie acepta. Finalmente una gran fiesta tiene lugar.
Al final del filme, The Beatles hacen una aparición en persona, al día siguiente, con unos recuerdos (el minúsculo motor del submarino, un poco de amor y medio hoyo). John advierte de la presencia de nuevos Blue Meanies y cantan un reprise de All Together Now, el cual finaliza con una variación del título de la canción en diferentes idiomas.

## Crítica
Varios críticos afirman que «este film fue vanguardista,[cita requerida] excitante,[cita requerida] algo realmente nuevo en el mundo de la animación[cita requerida] y con un éxito muy grande. El argumento narra las peripecias de unos Beatles dibujados, sobre un universo irreal de fantasías psicodélicas, con seres y espacios evocadores de esta estética».

## Canciones
Canciones que aparecen en la película. Todas escritas por Lennon/McCartney excepto donde se indique.
- «Yellow Submarine»
- «Eleanor Rigby»
- «Love You To» (George Harrison)
- «A Day in the Life» (versión editada)
- «All Together Now»
- «When I'm Sixty-Four»
- «Only a Northern Song» (George Harrison)
- «Nowhere Man»
- «Lucy in the Sky with Diamonds»
- «Think For Yourself» (versión editada) (George Harrison)
- «Sgt. Pepper's Lonely Hearts Club Band»
- «With a Little Help from My Friends»
- «All You Need Is Love»
- «Baby, You're a Rich Man» (versión editada)
- «Hey Bulldog»
- «It's All Too Much» (George Harrison)
- «All Together Now»

## Aportación de The Beatles
Los Beatles al principio no estuvieron muy entusiasmados de participar en una película animada, debido al fracaso de Magical Mystery Tour, pero al oír las voces de ellos imitadas por los actores, aceptaron hacer un cameo en imagen real al final.

## Voces
- John Clive: John Lennon.
- Geoffrey Hughes: Paul McCartney.
- Peter Batten: George Harrison.
- Paul Angelis: Ringo Starr, Jefe Malín Azul, George Harrison.
- Dick Emery: Alcalde, Jeremy Hillary Boob, Max.
- Lance Percival: Fred.
- The Beatles: canciones.

## Edición para el hogar
A mediados de los 80 la película se edita en VHS. Posteriormente en 1999 se reedita por primera vez en formato DVD, pero al poco tiempo se retira del mercado por problemas legales de los derechos de autor. Finalmente en junio del 2012, y luego de un gran proceso de restauración y digitalización, fue publicada la edición mundial de la película en formato Blu-Ray.

## Remake cancelado
El director estadounidense Robert Zemeckis, utilizando la técnica de la captura de movimiento, la misma que ya había utilizado en sus películas The Polar Express (2004), Beowulf (2007) y A Christmas Carol (2009), planeó un remake de Yellow Submarine, previsto para ser estrenado en 2012 paralelamente a la celebración de los Juegos Olímpicos en Londres. Walt Disney Pictures iba a ser el estudio cinematográfico encargado de llevar la película a las pantallas, consiguiendo los derechos y lanzándola en 3D Digital, pero a última hora el proyecto fue cancelado tras la débil acogida de la película A Christmas Carol y el fracaso en taquilla y crítica de Mars Needs Moms, películas que recurrían a la técnica de la captura de movimiento y que no resultaron rentables para Disney.